# فرودگاه صحرایی سنترالیا/یامس ت. ممریال فیلد
فرودگاه صحرایی سنترالیا/یامس ت. ممریال فیلد (به انگلیسی: Centralia/James T. Field Memorial Aerodrome) یک فرودگاه همگانی با کد یاتا YCE است که یک باند فرود آسفالت دارد و طول باند آن ۱۵۲۸ متر است. این فرودگاه در کشور کانادا قرار دارد و در ارتفاع ۲۵۱ متری از سطح دریا واقع شده‌است.